# Gare de Fontaines-d'Ozillac
Pour les articles homonymes, voir Gare de Fontaine.
La gare de Fontaines-d'Ozillac était une gare ferroviaire française de la ligne de Chartres à Bordeaux-Saint-Jean située sur le territoire de la commune de Fontaines-d'Ozillac, dans le département de la Charente-Maritime, en région Nouvelle-Aquitaine.
C'était une halte voyageurs de la Société nationale des chemins de fer français (SNCF), desservie par des trains régionaux.

## Situation ferroviaire
Établie à 73 mètres d'altitude, la gare de Fontaines-d'Ozillac est située au point kilométrique (PK) 542,921 de la Ligne de Chartres à Bordeaux-Saint-Jean, entre les gares ouvertes de Jonzac et Montendre. Elle est séparée de Montendre par la gare fermée de Tugéras - Chartuzac.

## Histoire
Raccordée au réseau de la Compagnie des Charentes le 6 novembre 1871 correspondant à la date d'ouverture officielle du tronçon ferroviaire Jonzac - Montendre, elle est désormais une étape sur la ligne Saintes - Bordeaux (et au-delà, Nantes - Bordeaux). 

## Fréquentation
De 2015 à 2020, selon les estimations de la SNCF, la fréquentation annuelle de la gare s'élève aux nombres indiqués dans le tableau ci-dessous.
| Année     | 2015 | 2016 | 2017 | 2018 | 2019 | 2020 |
| --------- | ---- | ---- | ---- | ---- | ---- | ---- |
| Voyageurs | 80   | 61   | 82   | 93   | 89   | 0    |

## Service des voyageurs

### Accueil
Arrêt Routier .

### Desserte
Fontaines-d'Ozillac était desservie par des trains régionaux TER Nouvelle-Aquitaine circulant entre Saintes et Bordeaux-Saint-Jean.

### Intermodalité
Le stationnement des véhicules n'est pas aménagé mais est possible à proximité.